# Quadricalcarifera grisescens
Quadricalcarifera grisescens är en fjärilsart som beskrevs av Walter Karl Johann Roepke 1944. Quadricalcarifera grisescens ingår i släktet Quadricalcarifera och familjen tandspinnare. Inga underarter finns listade.